# Wiljan Vloet
Wiljan Vloet (Nacido el 10 de septiembre de 1962 en Schijndel, Brabante Septentrional, Países Bajos) es un entrenador de fútbol neerlandés.

## Carrera
Vloet tuvo una carrera como futbolista bastante corta, fue jugador amateur, y empezó a trabajar como entrenador ya en 1979, cuando se hizo cargo del equipo de categorías inferiores del amateur VV Heerenveen, cuando él aún jugaba. En 1984, toma su primer cargo como entrenador principal, en el aficionados de Heusden. En 1999, después de seis temporadas en el cargo del Hoofdklasse club OJC Rosmalen, fue contratado por el FC Den Bosch como entrenador de las categorías inferiores; en 2001 recibe el encargo de dirigir al club en el primer equipo con el fin de salvar al equipo del descenso, aunque no lo consiguió. 
En 2002 firmó por el Roda JC, del que se hizo cargo hasta 2005. Fue cuando se marchó al Sparta Rotterdam del que fue relegado al final de la temporada 2006–2007 por Gert Aandewiel, quién vino del HFC Haarlem. Vloet entonces firmó con el ADO La Haya, a quien llevó de nuevo a la Eredivisie en la primavera de 2008. Fue en ese momento cuando se convirtió en entrenador de categorías inferiores del PSV Eindhoven hasta noviembre de 2009, cuando fue nombrado entrenador del N.E.C. de la Eredivisie.
Tras dos temporadas en el club de Nijmegen, abandonó el cargo en junio de 2011 para aceptar el cargo de director técnico del Sparta Rotterdam. El 10 de febrero de 2016 el FC Den Bosch anunció que Vloet sucede a René van Eck como entrenador del club, comenzando así su segunda etapa en el club.